# Cydia (genre)
Pour les articles homonymes, voir Cydia.
Genre
Cydia est un genre de papillons de la famille des Tortricidae.

## Espèces
- Cydia acerivora (Danilevsky in Danilevsky & Kuznetsov, 1968)
- Cydia adenocarpi (Ragonot, 1875)
- Cydia alabastrina Diakonoff, 1983
- Cydia alazon (Diakonoff, 1976)
- Cydia albimaculana (Fernald, 1879)
- Cydia albipicta (Sauter, 1968)
- Cydia alienana (Caradja, 1916)
- Cydia americana (Walsingham, 1879)
- Cydia amplana
- Cydia amurensis (Danilevsky in Danilevsky & Kuznetsov, 1968)
- Cydia anaranjada
- Cydia aphrosema Diakonoff, 1987
- Cydia aphrospila (Meyrick, 1921)
- Cydia araucariae (Pastrana, 1951)
- Cydia archaeochrysa Diakonoff, 1986
- Cydia astragalana (Staudinger, 1871)
- Cydia atlantica Chambon & Frérot, 1985
- Cydia blackmoreana (Walsingham, 1903)
- Cydia bracteatana (Fernald in Comstock, 1881)
- Cydia brownorum Rose & Pooni, 2003
- Cydia callizona (Meyrick, 1911)
- Cydia canariensis (Kuznetzov, 1972)
- Cydia candana (Forbes, 1923)
- Cydia caradjana (Rebel, 1910)
- Cydia caryana
- Cydia celiae (Clarke, 1976)
- Cydia charops (Diakonoff, 1971)
- Cydia chelias (Meyrick, 1907)
- Cydia chlorostola (Meyrick, 1932)
- Cydia cognatana (Barrett, 1874)
- Cydia colorana Kearfott, 1907
- Cydia commensalana (Danilevsky, 1963)
- Cydia confusana (McDunnough, 1935)
- Cydia conicolana (Heylaerts, 1874)
- Cydia coniferana (Saxesen in Ratzeburg, 1840)
- Cydia conoterma (Meyrick, 1922)
- Cydia conspicua (Walsingham in Sharp, 1907)
- Cydia cornucopiae (Tengstrom, 1869)
- Cydia corollana (Hübner, [1823])
- Cydia cosmophorana
- Cydia costastrigulana (McDunnough, 1935)
- Cydia crassicornis (Walsingham in Sharp, 1907)
- Cydia cryptomeriae (Issiki in Issiki & Mutuura, 1961)
- Cydia cupressana Kearfott, 1907
- Cydia curitibana Schönherr, 1987
- Cydia curvivalva Liu & Yan, 1998
- Cydia cytisanthana Burmann & Pröse, 1988
- Cydia dadionopa (Diakonoff, 1976)
- Cydia daedalota (Meyrick, 1916)
- Cydia dalbergiacola Liu, 1992
- Cydia damascana (Razowski, 1966)
- Cydia danilevskyi (Kuznetzov, 1973)
- Cydia defensa (Meyrick, 1922)
- Cydia derrai Pröse, 1988
- Cydia deshaisiana
- Cydia deyana (Chrétien, 1915)
- Cydia dissulta Diakonoff, 1983
- Cydia dochmasima Diakonoff, 1987
- Cydia doria (Clarke, 1976)
- Cydia duplicana
- Cydia elpore (Diakonoff, 1976)
- Cydia ermolenkoi (Danilevsky in Danilevsky & Kuznetsov, 1968)
- Cydia erotella (Heinrich, 1923)
- Cydia ethelinda (Meyrick, 1934)
- Cydia eucyanea Walsingham, 1914
- Cydia eudesma Walsingham, 1914
- Cydia euryteles (Meyrick, 1936)
- Cydia exquisitana (Rebel, 1889)
- Cydia fabivora (Meyrick, 1928)
- Cydia fagiglandana
- Cydia fahlbergiana (Thunberg, 1797)
- Cydia falsifalcellum (Walsingham in Sharp, 1907)
- Cydia farsica (Kuznetzov in Danilevsky & Kuznetsov, 1968)
- Cydia fletcherana (Kearfott, 1907)
- Cydia flexiloqua (Heinrich, 1926)
- Cydia gallaesaliciana (Riley, 1881)
- Cydia garacana (Kearfott, 1907)
- Cydia gilviciliana (Staudinger, 1859)
- Cydia glandicolana
- Cydia grandicula (Heinrich, 1926)
- Cydia grunertiana (Ratzeburg, 1868)
- Cydia guttifera (Meyrick, 1913)
- Cydia gypsograpta (Meyrick, 1932)
- Cydia honorana (Herrich-Schffer, 1851)
- Cydia hygrotrema (Diakonoff, 1971)
- Cydia ilipulana (Walsingham, 1903)
- Cydia illustrana (Kuznetzov in Ler, 1986)
- Cydia illutana
- Cydia indivisa (Danilevsky, 1963)
- Cydia infausta (Walsingham, 1900)
- Cydia inflata (Meyrick, 1916)
- Cydia informosana (Walker, 1863)
- Cydia ingens
- Cydia ingrata (Heinrich, 1926)
- Cydia injectiva (Heinrich, 1926)
- Cydia inopiosa (Heinrich, 1926)
- Cydia inquinatana (Hübner, [1799])
- Cydia interscindana (Möschler, 1866)
- Cydia intexta (Kawabe, 1980)
- Cydia japonensis Kawabe, 1980
- Cydia johanssoni Aarvik & Karsholt, 1993
- Cydia kamijoi (Oku, 1968)
- Cydia kozlovi (Kuznetzov, 1962)
- Cydia kurokoi
- Cydia lacustrina (Miller, 1976)
- Cydia lajonquierei (Capuse, 1970)
- Cydia largo Heppner, 1981
- Cydia laricana (Busck, 1916)
- Cydia laricicolana (Kuznetzov, 1960)
- Cydia larimana (Walsingham, 1895)
- Cydia latifemoris (Walsingham in Sharp, 1907)
- Cydia latiferreana
- Cydia latisigna Miller, 1986
- Cydia lautiuscula (Heinrich, 1926)
- Cydia leguminana (Lienig & Zeller, 1846)
- Cydia leucobasis (Busck, 1916)
- Cydia leucogrammana (Hofmann, 1898)
- Cydia leucostoma
- Cydia maackiana (Danilevsky, 1963)
- Cydia malesana (Meyrick, 1920)
- Cydia marathonana Pröse & Sutter, 1973
- Cydia maxima (Kuznetzov, 1973)
- Cydia medicaginis
- Cydia mediocris (Kuznetzov, 1972)
- Cydia melanoptycha Diakonoff, 1983
- Cydia membrosa (Heinrich, 1926)
- Cydia menoides Walsingham, 1914
- Cydia microgrammana (Guenée, 1845)
- Cydia millenniana
- Cydia miscitata (Heinrich, 1926)
- Cydia montanum (Walsingham, in Sharp, 1907)
- Cydia montezuma Miller, 1986
- Cydia monticola (Kuznetzov, 1962)
- Cydia multilineana (Kearfott, 1907)
- Cydia multistriana (Chrétien, 1915)
- Cydia nebulocula (Diakonoff, 1976)
- Cydia negatana (Rebel in Rebel & Rogenhofer, 1896)
- Cydia neolopha (Meyrick, 1926)
- Cydia nigra (Miller, 1966)
- Cydia nigricana
- Cydia ninana Dyar, 1903
- Cydia nomaea (Meyrick, 1917)
- Cydia obliqua (Walsingham in Sharp, 1907)
- Cydia obnisa (Heinrich, 1926)
- Cydia obtecta (Meyrick, 1922)
- Cydia obumbrana Kuznetzov, 1992
- Cydia odontica Diakonoff, 1983
- Cydia omana Razowski, 1995
- Cydia oxytropidis (Martini, 1912)
- Cydia pactolana
- Cydia palmetum (Heinrich, 1928)
- Cydia pamira (Obraztsov, 1943)
- Cydia parapteryx (Meyrick, 1932)
- Cydia peiui (Stanoiu & Neme, 1974)
- Cydia pentalychna (Meyrick in Caradja & Meyrick, 1938)
- Cydia perelegans (Kuznetzov, 1962)
- Cydia perfricta (Meyrick, 1920)
- Cydia periclydonia Diakonoff, 1983
- Cydia perlaeta Walsingham, 1914
- Cydia perrupta (Meyrick, 1922)
- Cydia persica (Kuznetzov in Danilevsky & Kuznetsov, 1968)
- Cydia phalacris (Meyrick, 1912)
- Cydia phyllisi Miller, 1986
- Cydia piperana
- Cydia plicatum (Walsingham in Sharp, 1907)
- Cydia plumbiferana (Staudinger, 1871)
- Cydia pomonella
- Cydia populana (Busck, 1916)
- Cydia prismatica (Meyrick, 1911)
- Cydia prosperana (Kearfott, 1907)
- Cydia pseudomalesana Clarke, 1986
- Cydia pseudotsugae (Evans, 1969)
- Cydia pulchella Durrant in Walsingham, 1914
- Cydia pycnochra (Meyrick, 1920)
- Cydia pyraspis (Meyrick, 1928)
- Cydia pyrivora
- Cydia rana (Forbes, 1924)
- Cydia reflectrix (Meyrick, 1928)
- Cydia rhodaspis (Meyrick, 1928)
- Cydia rjabovi (Kuznetzov, 1962)
- Cydia rufipennis (Butler, 1881)
- Cydia sammuti Diakonoff, 1986
- Cydia secretana (Kuznetzov, 1973)
- Cydia seductana (Kuznetzov, 1962)
- Cydia semicinctana (Kennel, 1901)
- Cydia servillana (Duponchel in Godart, 1836)
- Cydia siderocosma (Diakonoff, 1969)
- Cydia signifer Walsingham, 1914
- Cydia silvana (Kuznetzov, 1970)
- Cydia splendana
- Cydia staphiditis (Meyrick, 1930)
- Cydia stirpicola (Meyrick, 1926)
- Cydia storeella (Walsingham in Sharp, 1907)
- Cydia striatana (Caradja, 1916)
- Cydia strigulatana (Kennel, 1899)
- Cydia strobilella
- Cydia succedana
- Cydia sumptuosana (Rebel in Rebel & Zerny, 1928)
- Cydia tana (Kearfott, 1907)
- Cydia taocosma (Meyrick, 1914)
- Cydia tonosticha (Meyrick, 1922)
- Cydia toreuta
- Cydia torostoma (Clarke, 1972)
- Cydia trasias (Meyrick, 1928)
- Cydia trichota Diakonoff, 1988
- Cydia trifascicolana Schönherr, 1987
- Cydia trogodana Pröse, 1988
- Cydia tropicana Kuznetzov, 1992
- Cydia tunisiana Aarvik & Karsholt, 1993
- Cydia turcianae Chambon in Chambon, Witzgall & Bengtsson, 1993
- Cydia ulicetana (Haworth, [1811])
- Cydia undosa (Diakonoff, 1957)
- Cydia uranatma (Meyrick, 1936)
- Cydia vallesiaca (Sauter, 1968)
- Cydia walsinghami (Butler, 1882)
- Cydia zebeana

## Synonymes
- Adenoneura Walsingham, 1907
- Carpocampa Harris, 1841
- Carpocapsa Treitschke, 1829
- Cerata Stephens, 1852
- Coccyx Treitschke, 1829
- Collicularia Obraztsov, 1960
- Crobilophora (lapsus)
- Crobylophora Kennel, 1910
- Danilevskia Kuznetzov, 1970
- Dicraniana Diakonoff, 1984
- Erminea Kirby & Spence, 1826
- Erminia (lapsus)
- Hedulia Heinrich, 1926
- Kenneliola Paclt, 1951
- Lasperesia (lapsus)
- Laspeyresia Hübner, 1825
- Lespeyresia (lapsus)
- Melisopus (lapsus)
- Melissopus Riley, 1882
- Melliopus (lapsus)
- Mellisopus (lapsus)
- Mellissopus (lapsus)
- Phanetoprepa Obraztsov, 1968
- Pseudotomoides Obraztsov, 1959
- Semasia Stephens, 1829
- Strobila Sodoffsky, 1837